# Maximino Rodríguez Vidal
Maximino Rodríguez Vidal (Tremor de Abajo, Torre del Bierzo, provincia de León, 21 de julio de 1921-Madrid, 6 de septiembre de 1997) fue un físico y matemático español.

## Biografía
Doctor en Físicas por la Universidad Complutense de Madrid, donde había estudiado ciencias físicas y matemáticas. En la Universidad de Cambridge concibió su Diseño lógico de una máquina de calcular electrónica que fue importante para el desarrollo de la calculadora de bolsillo. Desde 1955 fue catedrático de Electricidad y Magnetismo en la Universidad de La Laguna. En 1960 obtiene la misma cátedra en la Universidad de Valencia y comienza a trabajar para el CSIC.  En 1966 obtiene la cátedra de Electricidad y Magnetismo en la Facultad de Ciencias Físicas de la Universidad Complutense de Madrid, donde desarrollará trabajos de electrónica física. Desde 1974 creó un equipo internacional de colaboradores para investigaciones en microondas, láminas fotovoltaicas y otros fenómenos físicos.
Fue presidente del Grupo de Electricidad y Magnetismo de la Real Sociedad Española de Física y Química, presidente de la Real Sociedad Española de Física (1984-1988)  y fundador de la Sección de Electricidad y Electrónica del Instituto Alfonso el Magnánimo del CSIC. En 1984 fue elegido académico de la Real Academia de Ciencias Exactas, Físicas y Naturales, en la que ingresó en 1996 con el discurso El efecto fotovoltaico y sus aplicaciones . 